# Oostenrijks basketbalteam (mannen)

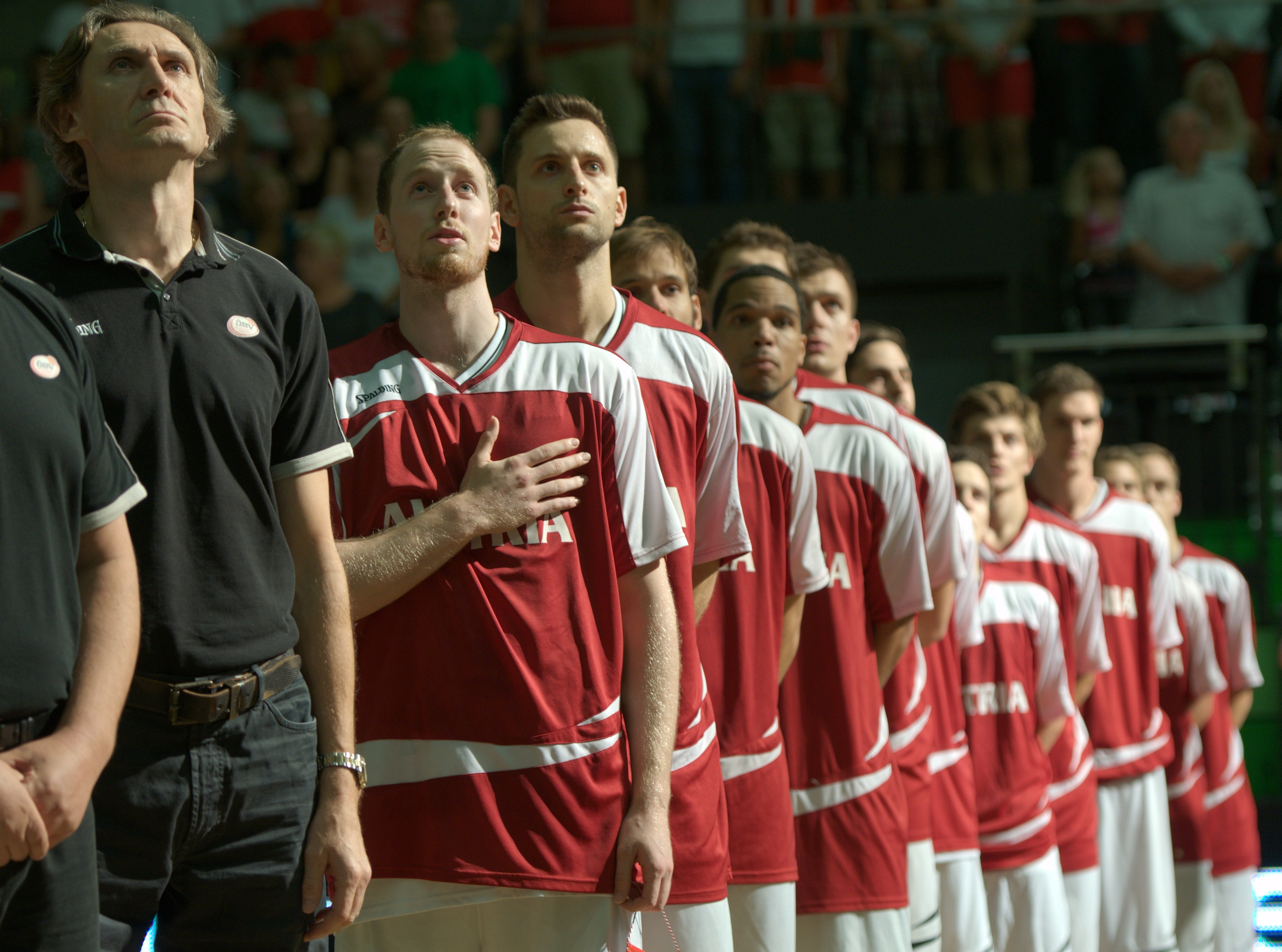
Het Oostenrijks basketbalteam in 2012

Het Oostenrijks nationaal basketbalteam is een team van basketballers dat Oostenrijk vertegenwoordigt in internationale wedstrijden. De Österreichischer Basketballverband (Oostenrijkse basketbalbond) is verantwoordelijk voor het Oostenrijks basketbalteam. 
Oostenrijk kende zijn succesperiode overwegend in de jaren 50. Het basketbalteam won weliswaar geen medailles, maar plaatste zich wel in nagenoeg elke editie voor de Eurobasket.

## Oostenrijk tijdens internationale toernooien

### Eurobasket
- Eurobasket 1947: 12e
- Eurobasket 1951: 11e
- Eurobasket 1955: 13e
- Eurobasket 1957: 14e
- Eurobasket 1959: 16e
- Eurobasket 1977: 12e